# Сражение при Гвадарраме
Сражение при Гвадарраме (исп. Batalla de Guadarrama), или Сражение при Самосьерре (исп. Batalla de Somosierra) — первое сражение гражданской войны в Испании, произошедшее в последнюю неделю июля — начале августа 1936 года. Националисты под командованием генерала Эмилио Мола пыталась пересечь горные перевалы Сьерра-де-Гвадаррама и достичь Мадрида с севера, но республиканцы, в основном ополченцы-милисианос, вышедшие из Мадрида, в боях остановили наступающих мятежников и не позволили им перейти горные перевалы.

## Планы и силы сторон
Генерал Эмилио Мола, организатор и руководитель под псевдонимом «Директор» военного переворота, планировал скоординированное восстание гарнизонов по всей Испании. Мола понимал, что переворот в Мадриде под командованием генерала Фанхуля будет трудно осуществить из-за многочисленных сторонников Народного фронта, поэтому планировалось, что Мола направит колонну регулярных войск с севера, чтобы поддержать восстание в Мадриде. Если это не удастся, генерал Франсиско Франко двинется из Испанского Марокко через Гибралтарский пролив и будет наступать на Мадрид с юга и запада.
Республика не могла рассчитывать на регулярные воинские части с их командованием, поэтому правительство Хосе Хираля издало декрет о роспуске этих частей, чтобы остановить мятеж. Основной вооруженной силой правительства в начальный период войны стали колонны ополченцев-милисианос. В августе в Мадриде уже было около 40 000 ополченцев, вступивших в колонны по 300 человек в каждой, которые принимали характерные революционные названия, такие как «Парижская Коммуна». Республика имела преимущество в боях при Гвадарраме как в артиллерии, так и в воздухе.

## Боевые действия
19 июля, после того как Мола захватил контроль над Наваррой, он отправил полковника Ф. Гарсиа-Эскамеса на юг во главе колонны, чтобы поддержать переворот в Гвадалахаре. Когда колонна была примерно в 30 километрах от своей цели, она узнала, что переворот в Гвадалахаре уже провалился, и она находится в руках правительственных войск, присланных из Мадрида.
Вместо этого полковник Гарсиа-Эскамес решил отправиться на перевал Сомосьерра в Сьерра-де-Гвадаррама. Он встретился с группой роялистов из Мадрида, которые защищали железнодорожный туннель от правительственных войск, взявших Гвадалахару. В среду, 22 июля, колонне Эскамеса удалось обеспечить контроль над перевалом, жизненно важным для продвижения к Мадриду.
В полночь во вторник, 21 июля, другая колонна повстанцев в составе двухсот или трехсот человек под командованием полковника Рикардо Серрадора покинула Вальядолид. Одновременно ещё одна колонна двинулась захватить другой важный перевал, Альто-дель-Леон, расположенного к западу от Сомосьерры. Прибыв к перевалу, мятежники обнаружили, что тот уже был занят группой ополченцев-милсианос из Мадрида, но им удалось их оттуда вытеснить к 25 июля.
Колонны Эскамеса и Серрадора не смогли продвинуться к Мадриду из-за нехватки боеприпасов, поэтому они укрепились, готовясь противостоять контратаке республиканских войск. Некоторое время их положение было отчаянным, пока, наконец, не прибыли боеприпасы, которые генерал Франко прислал из Андалузии. Республиканцы приступили к бомбардировкам многих пунктов, занятых мятежниками, в том числе Авилы, Сеговии.
Правительственная колонна под командованием полковника Хулио Мангада покинула Мадрид в направлении Авилы, чтобы попытаться с тыла изолировать силы мятежников, занявших Альто-дель-Леон. В своем продвижении Мангада занял несколько городов, захваченных восставшей гражданской гвардией, но не смог продвинуться дальше Навальпераль-де-Пинареса, опасаясь потерять связь с Мадридом и оказаться в окружении, и занять Авилу. К 27 июля бои затихли.
Генерал Мола изменил направление удара. 5 августа 1936 года он предпринял последнюю попытку прорваться к Мадриду через плато Альто-де-Леон. Именно тогда он заявил, что испанская столица будет взята его четырьмя колоннами при поддержке пятой, которая ударит с тыла. Так родился термин «пятая колонна», ставший позднее широко известным. Но планы «Директора» занять Мадрид к 15 августа провалились, и уже 10 августа мятежники перешли на этом участке фронта к обороне. На Сьерра-де-Гвадаррама стал образовываться позиционный фронт.

## Результаты
Ценой серьезных потерь республиканцы все же достигли успеха, хотя и неполного. Разбить силы Молы не удалось, однако попытка мятежников овладеть столицей с севера тоже обернулась провалом.
Боевые действия с первых дней отличались ожесточенностью с обеих сторон. Попавшие в плен расстреливались. По оценочным данным, в этих первых боях погибло не менее 5000 человек
Всю оставшуюся часть войны фронт в Сьерра-де-Гвадаррама оставался неизменным, вплоть до последнего наступления националистов в конце марта 1939 года.